# Vili Kovačič
Viljem (Vili) Kovačič, slovenski aktivist in bloger, * 1. november 1941.
Deluje kot predsednik društev Davkoplačevalci se ne damo in Slovenski TIGR 13. maj.
Vili Kovačič je bil aktiven v študentskih gibanjih v šestdesetih letih 20. stoletja. Leta 1963 je soorganiziral študentskega gibanja za socialno enakopravnost študentov na Ekonomski Fakulteti Univerze v Ljubljani, kar je v letu 1964 v povezavi z revijo Perspektive in Jožetom Pučnikom vodilo v širše študentsko gibanje, ki je bilo prekinjeno z ukinitvijo revije Perspektive.
Po diplomi Ekonomske fakultete se je zaposlil najprej na banki na računalniškem oddelku, nato pa v Iskra Delta Computers kot vodja oddelka za razvoj programov za bančništvo. 
Več desetletij ni bil javno dejaven, leta 2012 pa je ustanovil društvo Davkoplačevalci se ne damo. Namen društva je opozarjati na korupcijo. Prvi večji projekt je bil preprečitev gradnje TEŠ 6. Kovačič in društvo sta zbrala dovolj podpisov za sprožitev referendumskega postopka o zakonu o gradnji TEŠ 6, a je pristojno ministrstvo pobudo zavrnilo, ker so ob nekaterih podpisih bili nepopolni ali nečitljivi podatki o podpisnikov ali imena niso bila zapisana identično imenom v osebnih dokumentih (pogosto je bilo npr. oseba z imenom Anton se je podpisala Tone). Ustavno sodišče RS je odločilo, da je odločitev ministrstva skladna z ustavo (sklep Ustavnega sodišča RS št. U-I-268/12).
Med njegovimi projekti so bili tudi pobuda za odstranitev kipa Borisa Kidriča s Parka Sveta Evrope v Ljubljani in pobuda za spremembo volilnega sistema leta 2014. Aktiven je bil pri Odboru 2014, zbiranju podpisov za referendum proti Družinskemu zakoniku in pri obveščanju javnosti o dogajanju na sojenju Milku Noviču za umor Jamnika, direktorja Kemijskega inštituta. Društvi, ki jih vodi, o domnevni korupciji v Sloveniji s pismi obveščata mednarodne inštitucije.
Leta 2017 je po sprejetju zakona o gradnji drugega tira železnice med Divačo in Koprom vložil 4500 podpisov za začetek referendumskega postopka o tem zakonu,  za tem pa zbral še več kot 48.000 podpisov in sprožil referendum. Državni zbor je razpisal referendum za 24. september 2017, Kovačič pa je vložil pobudo za oceno ustavnosti in zatrjeval, da bi referendum zaradi finančnih razlogov in lažjega glasovanja moral biti na dan predsedniških volitev v oktobru 2017. Ustavno sodišče je s sedmimi glasovi proti dvem pobudo zavrnilo. Avgusta 2017 je vložil ustavno pritožbo, ker je Vlada RS za referendumsko kampanjo sebi za kampanjo "za" dodelila proračunska sredstva, ne pa tudi za kampanjo "proti". Ustavno sodišče je odločilo, da mora najprej na Vrhovno sodišče in v primeru neuspeha na Vrhovnem ponovno na Ustavno sodišče. V ločenem mnenju je ustavni sodnik Klemen Jaklič razkril, da je predsednica Ustavnega sodišča Jadranka Sovdat v svojih akademskih publikacijah zatrjevala, da je za tovrstne spore pristojno Ustavno sodišče, kot ustavna sodnica pa nasprotno, da Ustavno sodišče ni pristojno. Zatrjeval je tudi, da v referendumskem postopku ni učinkovitega pritožbenega postopka in varstva pravic. Kovačič se je nato novembra 2017 pritožil še na Vrhovno sodišče in decembra 2017 je Vrhovno sodišče postopek prekinilo ter ga vrnilo Ustavnemu sodišču z razlogi, enakimi ločenemu mnenju Jakliča, da zakon ne ureja pritožbenega postopka in varstva pravic. Januarja 2018 je Ustavno sodišče razveljavilo dele Zakona o volilni in referendumski kampanji in dele Zakona o referendumu in ljudski iniciativi. Naložilo je Vrhovnemu sodišču, naj oceni težo nepravilnosti v referendumu in v primeru nepravilnosti, ki bi lahko vplivale na izid, referendumski izid razveljavi. Izid referenduma je Vrhovno sodišče 14. marca 2018 tem, ko je izvedlo prvo javno obravnavo po osamosvojitvi Slovenije in na katerem je zaslišalo tudi predsednika vlade Mira Cerarja, razveljavilo. Isti dan nekaj ur kasneje je predsednik vlade Miro Cerar odstopil.
Po lokalnih volitvah leta 2018 je izpodbijal izid lokalnih volitev v Ljubljani z zatrjevanjem, da je mestna oblast zlorabila javna sredstva in občinsko glasilo Ljubljana za volilno kampanjo župana Zorana Jankovića in Liste Zorana Jankovića. Upravno sodišče je ugotovilo kršitve, a njegovo tožbo zavrnilo in ni izvedlo javne obravnave, ki jo je zahteval. Ustavno sodišče je s petimi glasovi proti štirim odločilo, da je Upravno sodišče kršilo ustavne pravice Viliju Kovačiču s tem, ko ni izvedlo javne obravnave v zvezi z volitvami mestnega sveta. Zadevo je junija 2019 Upravnemu sodišču, da izvede javno obravnavo in mu določilo 30 dnevni rok za odločitev. Oktobra 2019 sodišče še ni odločilo, zato je Kovačič več mednarodnih inštitucij pozval k nadzoru nad sodnim postopkom.
Kovačič o svojih aktivnostih obvešča javnost in redno komentira politično dogajanje na blogu na portalu Publishwall in na spletni strani referendumdrugitir.si.